# Geelbuikastrild
De geelbuikastrild (Coccopygia quartinia; synoniem: Estrilda quartinia) is een zangvogel uit de familie Estrildidae (prachtvinken).

## Verspreiding en leefgebied
Deze soort telt 3 ondersoorten:
- C. q. quartinia: Eritrea, Ethiopië en zuidoostelijk Soedan.
- C. q. kilimensis: van oostelijk Congo-Kinshasa tot centraal Kenia en noordelijk Tanzania.
- C. q. stuartirwini: van oostelijk Zambia tot oostelijk Tanzania en oostelijk Zimbabwe.